# Toby Alderweireld
Toby Albertine Alderweireld (Wilrijk, Amberes, 2 de marzo de 1989) es un exfutbolista belga que jugaba de defensa.
Debutó como profesional en el Ajax de Ámsterdam con el que ganó tres Ligas consecutivas de 2011 a 2013, una Copa en 2010 y una Supercopa en 2013. Tras ganar este último título fichó en 2013 por el Atlético de Madrid con el que ganó la Liga y la Supercopa de España en 2014.
Fue internacional con la selección belga entre 2009 y 2023 y participó en tres fases finales de la Copa Mundial.

## Trayectoria

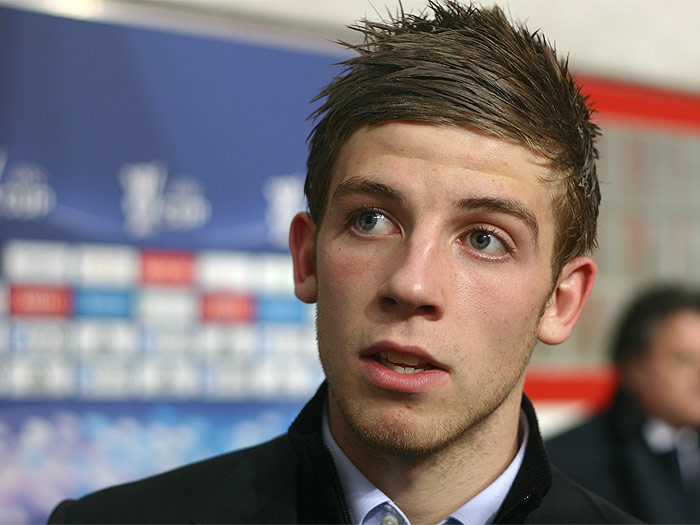
Alderweireld en una conferecia de prensa

### Ajax de Ámsterdam
Se inició en el Germinal Beerschot, antes de pasar al Ajax en 2004 para que se desarrollara en las categorías menores del club ajaccied. El 22 de febrero de 2007 firmó su primer contrato hasta el 30 de julio de 2010.
En la campaña 2008-09 ascendió al primer equipo y debutó ante el NEC Nijmegen en el triunfo del Ajax por 4-2. En esa misma temporada debutó en la Copa de la UEFA en el empate de su equipo ante la ACF Fiorentina (1-1). Tras tener varias apariciones en el primer equipo amplió su vínculo hasta 2014.

### Atlético de Madrid
A finales de agosto de 2013 fichó por el Atlético de Madrid. Debutó con el club rojiblanco el 19 de octubre de 2013 en la derrota por uno a cero ante el R. C. D. Espanyol correspondiente a la novena jornada de Liga. Anotó el primer gol con la camiseta del Atlético el 18 de diciembre en la vuelta de los octavos de final de la Copa del Rey. Remató de cabeza un centro de Gabi en el descuento que dio la victoria al club colchonero por dos a uno frente a la U. E. San Andreu. El Atleti de esta forma se clasificó para la siguiente ronda por un global de seis a uno.
Durante la temporada no disputó demasiados partidos aunque sí fue el tercer central del equipo disputando aquellos partidos en los que el entrenador no pudo contar con la pareja titular, Godín y Miranda, ya fuera por lesión, sanción o descanso. En la Liga, el Atlético de Madrid se proclamó campeón en la última jornada empatando a uno frente al F. C. Barcelona en el Camp Nou. De esta manera, Toby consiguió su primer título con el club colchonero.
Pese a no ser convocado en ninguno de los dos partidos por su posible salida del equipo, se proclamó campeón de la Supercopa de España el 22 de agosto de 2014 tras el empate a uno en el Bernabéu y la victoria por uno a cero en el Calderón.

### Inglaterra
El último día del mercado de fichajes, Alderweireld fue cedido al Southampton F. C. Debutó el 13 de septiembre como titular en la victoria por cuatro a cero ante el Newcastle United F. C. El 26 de diciembre anotó el primer gol con la camiseta del Southampton. Toby hizo el cero a tres de la victoria final por uno a tres ante el Crystal Palace F. C. correspondiente a la decimoctava jornada de Liga. Tras una muy emporada el Southampton terminó la Liga en séptima posición y aunque estuvo cerca, no pudo conseguir la clasificación para competición europea.
Tras sus actuaciones en la Premier League varios equipos se interesaron en hacerse con sus servicios. Finalmente fue el Tottenham Hotspur F. C. el que se hizo con el jugador tras llegar a un acuerdo con el Atlético de Madrid.

### Catar y retiro en Bélgica
En julio de 2021 abandonó el Tottenham Hotspur F. C. para poner rumbo a la Liga de fútbol de Catar de la mano del Al-Duhail Sports Club.
Tras un año en el país asiático, el 15 de julio de 2022 regresó a Bélgica después de anunciarse su fichaje por el Royal Antwerp F. C. de su localidad natal las siguientes tres temporadas. En la primera de ellas consiguieron ganar tanto la Copa como la Pro League. Este segundo título lo lograron gracias a un gol suyo en el tiempo de descuento de la última jornada. En la tercera campaña anunció su retirada al final de la misma una vez expirara su contrato.

## Selección nacional
Fue internacional con la selección de fútbol de Bélgica en 127 ocasiones y anotó cinco goles.
El 13 de mayo de 2014 fue convocado por el seleccionador para disputar el Mundial. En dicho Mundial disputó todos los partidos como titular en el lateral derecho a excepción del último de la fase de grupos en el que Bélgica no se jugó nada por estar ya clasificada gracias a la victoria en los dos primeros. La selección llegó hasta los cuartos de final en los que cayó derrotada ante la que a la postre fue la subcampeona, Argentina.
El 4 de junio de 2018 el seleccionador Roberto Martínez lo incluyó en la lista de 23 para el Mundial, torneo en el que alcanzaron un histórico tercer lugar.
También acudió a la cita mundialista de 2022 en la que no pasaron de la fase de grupos. Esa acabó siendo su última participación con la selección antes de anunciar su retiro internacional en marzo de 2023.

### Participaciones en Copas del Mundo
| Mundial           | Sede   | Resultado        | Partidos | Goles |
| ----------------- | ------ | ---------------- | -------- | ----- |
| Copa Mundial 2014 | Brasil | Cuartos de final | 4        | 0     |
| Copa Mundial 2018 | Rusia  | Tercer lugar     | 6        | 0     |
| Copa Mundial 2022 | Catar  | Fase de grupos   | 3        | 0     |

### Participaciones en Eurocopas
| Eurocopa      | Sede    | Resultado        | Partidos | Goles |
| ------------- | ------- | ---------------- | -------- | ----- |
| Eurocopa 2016 | Francia | Cuartos de final | 5        | 1     |
| Eurocopa 2020 | Europa  | Cuartos de final | 4        | 0     |

## Estadísticas

### Clubes
- Actualizado al final de su carrera.[13][14]

| Club                               | Div.          | Temporada     | Liga  | Liga  | Copas nacionales | Copas nacionales | Torneos internacionales | Torneos internacionales | Total | Total | Media goleadora |
| Club                               | Div.          | Temporada     | Part. | Goles | Part.            | Goles            | Part.                   | Goles                   | Part. | Goles | Media goleadora |
| ---------------------------------- | ------------- | ------------- | ----- | ----- | ---------------- | ---------------- | ----------------------- | ----------------------- | ----- | ----- | --------------- |
| Ajax de Ámsterdam · Países Bajos   | 1.ª           | 2008-09       | 5     | 0     | 0                | 0                | 3                       | 0                       | 8     | 0     | 0               |
| Ajax de Ámsterdam · Países Bajos   | 1.ª           | 2009-10       | 31    | 2     | 6                | 1                | 8                       | 0                       | 45    | 3     | 0.07            |
| Ajax de Ámsterdam · Países Bajos   | 1.ª           | 2010-11       | 26    | 2     | 5                | 0                | 12                      | 3                       | 43    | 5     | 0.12            |
| Ajax de Ámsterdam · Países Bajos   | 1.ª           | 2011-12       | 29    | 1     | 4                | 1                | 7                       | 1                       | 40    | 3     | 0.08            |
| Ajax de Ámsterdam · Países Bajos   | 1.ª           | 2012-13       | 33    | 2     | 4                | 1                | 8                       | 1                       | 45    | 4     | 0.09            |
| Ajax de Ámsterdam · Países Bajos   | 1.ª           | 2013-14       | 4     | 0     | 1                | 0                | ―                       | ―                       | 5     | 0     | 0               |
| Ajax de Ámsterdam · Países Bajos   | Total club    | Total club    | 128   | 7     | 20               | 3                | 38                      | 5                       | 186   | 15    | 0.08            |
| Atlético de Madrid · España        | 1.ª           | 2013-14       | 12    | 1     | 6                | 1                | 4                       | 0                       | 22    | 2     | 0.09            |
| Atlético de Madrid · España        | Total club    | Total club    | 12    | 1     | 6                | 1                | 4                       | 0                       | 22    | 2     | 0.09            |
| Southampton F. C. Inglaterra       | 1.ª           | 2014-15       | 26    | 1     | 2                | 0                | ―                       | ―                       | 28    | 1     | 0.04            |
| Southampton F. C. Inglaterra       | Total club    | Total club    | 26    | 1     | 2                | 0                | 0                       | 0                       | 28    | 1     | 0.04            |
| Tottenham Hotspur F. C. Inglaterra | 1.ª           | 2015-16       | 38    | 4     | 1                | 0                | 10                      | 0                       | 49    | 4     | 0.08            |
| Tottenham Hotspur F. C. Inglaterra | 1.ª           | 2016-17       | 30    | 1     | 4                | 0                | 5                       | 1                       | 39    | 2     | 0.05            |
| Tottenham Hotspur F. C. Inglaterra | 1.ª           | 2017-18       | 14    | 0     | 3                | 0                | 4                       | 0                       | 21    | 0     | 0               |
| Tottenham Hotspur F. C. Inglaterra | 1.ª           | 2018-19       | 34    | 0     | 4                | 0                | 12                      | 0                       | 50    | 0     | 0               |
| Tottenham Hotspur F. C. Inglaterra | 1.ª           | 2019-20       | 33    | 2     | 3                | 0                | 6                       | 0                       | 42    | 2     | 0.05            |
| Tottenham Hotspur F. C. Inglaterra | 1.ª           | 2020-21       | 25    | 1     | 5                | 0                | 5                       | 0                       | 35    | 1     | 0.03            |
| Tottenham Hotspur F. C. Inglaterra | Total club    | Total club    | 174   | 8     | 20               | 0                | 42                      | 1                       | 236   | 9     | 0.04            |
| Al-Duhail S. C. Catar              | 1.ª           | 2021-22       | 20    | 0     | 4                | 1                | 5                       | 0                       | 29    | 1     | 0.03            |
| Al-Duhail S. C. Catar              | Total club    | Total club    | 20    | 0     | 4                | 1                | 5                       | 0                       | 29    | 1     | 0.03            |
| Royal Antwerp F. C. · Bélgica      | 1.ª           | 2022-23       | 36    | 7     | 6                | 0                | 5                       | 0                       | 47    | 7     | 0.15            |
| Royal Antwerp F. C. · Bélgica      | 1.ª           | 2023-24       | 39    | 3     | 7                | 1                | 7                       | 0                       | 53    | 4     | 0.08            |
| Royal Antwerp F. C. · Bélgica      | 1.ª           | 2024-25       | 29    | 3     | 5                | 0                | ―                       | ―                       | 34    | 3     | 0.09            |
| Royal Antwerp F. C. · Bélgica      | Total club    | Total club    | 104   | 13    | 18               | 1                | 12                      | 0                       | 134   | 14    | 0.1             |
| Total carrera                      | Total carrera | Total carrera | 464   | 30    | 70               | 6                | 101                     | 6                       | 635   | 42    | 0.07            |
| 1. 2.                              |               |               |       |       |                  |                  |                         |                         |       |       |                 |

## Palmarés

### Títulos nacionales
| Título                        | Club                | País         | Año  |
| ----------------------------- | ------------------- | ------------ | ---- |
| Copa de los Países Bajos      | Ajax de Ámsterdam   | Países Bajos | 2010 |
| Eredivisie                    | Ajax de Ámsterdam   | Países Bajos | 2011 |
| Eredivisie                    | Ajax de Ámsterdam   | Países Bajos | 2012 |
| Eredivisie                    | Ajax de Ámsterdam   | Países Bajos | 2013 |
| Supercopa de los Países Bajos | Ajax de Ámsterdam   | Países Bajos | 2013 |
| Primera División              | Atlético de Madrid  | España       | 2014 |
| Supercopa de España           | Atlético de Madrid  | España       | 2014 |
| Copa del Emir de Catar        | Al-Duhail S. C.     | Catar        | 2022 |
| Copa de Bélgica               | Royal Antwerp F. C. | Bélgica      | 2023 |
| Pro League                    | Royal Antwerp F. C. | Bélgica      | 2023 |
| Supercopa de Bélgica          | Royal Antwerp F. C. | Bélgica      | 2023 |